# El Borarín
El Borarín (en árabe: البحراويين‎, en lenguas bereberes: ⴱⵃⵔⴰⵡⵢⵢⵉⵏ, en francés: Al Bahraoyine) es una comuna marroquí de la Provincia de Fahs-Anyera, en la región Tánger-Tetuán-Alhucemas. Está situada al este de la ciudad de Tánger. Limita al norte con las aguas del estrecho de Gibraltar; al este, con la comuna de Alcazarseguir; al sureste, con la comuna de Malusa; al suroeste con Laauama; y al oeste con la prefectura de Tánger-Arcila. Tiene 10 501 habitantes según el censo de 2004.